# Onychocola canadensis
Onychocola canadensis är en svampart som beskrevs av Sigler 1990. Onychocola canadensis ingår i släktet Onychocola och familjen Arachnomycetaceae.   Inga underarter finns listade i Catalogue of Life.

## Bildgalleri

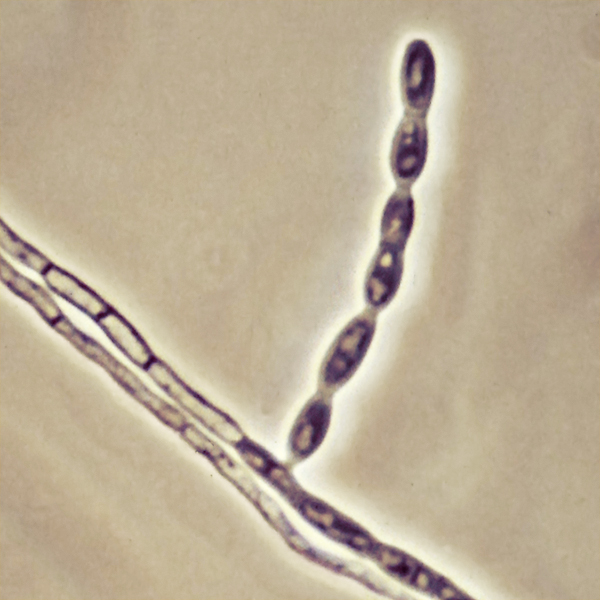